# Colegio (derecho canónico)
Un colegio, en el derecho canónico de la Iglesia católica, es una colección (en latín: collegium) de personas unidas por un objeto común para formar un cuerpo. En consecuencia, se dice que los miembros están incorporados, o que forman una corporación.

## Historia
Los  Colegios existieron entre los romanos y los griegos desde los tiempos más remotos. El Leyes romanas exigía al menos tres personas para constituir un colegio. La incorporación legal se hacía, al menos en algunos casos, por decretos del Senado, edictos del emperador, o por leyes especiales. Había, sin embargo, leyes generales en virtud de las cuales los colegios podían ser constituidos por particulares, y si las autoridades juzgaban que los miembros se habían ajustado a la letra y al espíritu de estas leyes, tenían derechos incontestables como collegia legitima; si no se cumplían los requisitos podían ser suprimidos por acto administrativo.
Los colegios podían tener propiedades en común y podían demandar y ser demandados. En caso de incumplimiento, estos bienes comunes podían ser embargados, pero los de los miembros individuales eran inembargables. El collegium romano nunca se instituyó como una corporación única; aun así, cuando se reducía a un miembro, ese individuo sucedía en todos los derechos de la corporación y podía emplear su nombre.
Los antiguos romanos formaban colegios con diversos fines. Algunos de ellos tenían un objeto religioso, como el colegio de los  Hermanos Arvales, de los Augures, etc.; otros tenían fines administrativos, como los quæstors o  tribunos de la plebe; otros eran sindicatos o gremios, como los colegios de panaderos o de carpinteros.
Se dice que los primeros cristianos romanos a veces poseían propiedades eclesiásticas en tiempos de persecución bajo el título de collegium.

## Derecho canónico
La mayor parte de las prescripciones del antiguo derecho civil fueron recibidas en el derecho de la Iglesia católica y están incorporadas en el Corpus Juris Canonici'. Los canonistas han definido el colegio como el conjunto de varios órganos racionales que forman un solo órgano representativo. Algunos autores consideran "universidad" y "comunidad" como términos sinónimos de colegio, pero otros insisten en que existen puntos de diferencia. Así, hay canonistas que definen universidad como un conjunto de cuerpos distintos entre sí, pero que emplean el mismo nombre especialmente conferido a ellos. Pirhing observa que una comunidad de sacerdotes adscritos a la misma iglesia no forman un colegio a menos que sean miembros de un cuerpo cuya cabeza sea un prelado elegido por ese cuerpo.
Según el derecho canónico, se requieren tres personas para formar un colegio. Algunos autores sostuvieron que dos eran suficientes para el propósito, porque el Papa Inocencio, aludiendo a San Mateo, xviii, 20, dice que ningún presbítero debe ser elegido para una iglesia donde dos o tres forman la congregación, excepto por su elección canónica. Como congregación aquí evidentemente significa colegio, estos escritores sostienen que dos pueden por lo tanto formar un colegio. De hecho, sin embargo, el pontífice está simplemente afirmando que el derecho de elección permanecerá con un colegio ya constituido aunque sólo dos de sus miembros permanezcan después de la muerte del prelado. Pirhing da como razón por la que dos no pueden constituir un colegio, que aunque no es necesario que el colegio tenga realmente una cabeza, sin embargo debe ser al menos capaz de darse a sí mismo un presidente, o rector del colegio. Por lo tanto, si sólo hay dos miembros y uno se constituye como cabeza, el otro no puede formar el cuerpo, porque el cuerpo requiere varios miembros, y la cabeza es distinta del cuerpo. Sin embargo, no quiere decir que si un colegio se reduce a dos miembros, no pueda conservar sus derechos corporativos. Por el contrario, el derecho canónico afirma explícitamente que un miembro superviviente puede conservar los privilegios del cuerpo corporativo, no para sí mismo personalmente, sino para el colegio. Cuando un colegio legalmente constituido ha quedado reducido a dos miembros, uno puede elegir al otro como prelado. Si el colegio se reduce a un miembro, se convierte en una corporación virtual, no real. El único miembro restante puede ejercer los actos propios del colegio y, aunque no puede elegirse a sí mismo prelado, puede elegir o nombrar a otra persona adecuada para la prelatura. También puede encomendar la elección a otras personas, o incluso a una sola, como el obispo.
Los antiguos canonistas, al afirmar que tres constituyen un colegio, dan también los números requeridos para otros cuerpos canónicos, así: cinco son necesarios para formar una universidad, dos una congregación, más de dos una familia, y diez una parroquia. Entre los colegios eclesiásticos conspicuos cabe mencionar el Colegio Cardenalicio y las colegiatas y cabildos catedralicios. El nombre de colegio se aplica especialmente también a los organismos educativos corporativos dentro de la Iglesia, como fuera de ella.
Antes de la Reforma protestante, e incluso en los primeros años de Isabel I de Inglaterra, siempre se hablaba de los colleges de Oxford y Cambridge como corporaciones eclesiásticas. Según la legislación inglesa, en la actualidad son corporaciones puramente laicas.

## Colegios apostólicos
El título de "Colegio Apostólico" se aplica en Roma a aquellas instituciones que están inmediatamente sujetas y controladas por la Santa Sede, y que, en consecuencia, están exentas de cualquier otra autoridad espiritual o temporal; se declara que los estudiantes están bajo la protección directa del Papa. Tales instituciones son, entre otras, el Colegio de la Propaganda, y los Colegios Romanos.